# FETEN
FETEN es una feria europea de teatro para niños y niñas que se celebra en Gijón (Asturias, España) desde 1991. La organiza la Fundación Municipal de Cultura del Ayuntamiento de Gijón.
Además de la representación de espectáculos en diversos escenarios de la ciudad, incluye actividades profesionales: como foro de debates, mercado, y otras actividades de difusión de las artes escénicas para niños y niñas.